# Wilhelm Wagner
Pour les articles homonymes, voir Wagner.
Wilhelm Wagner, né le 11 mai 1843 à Steinau an der Straße dans l'électorat de Hesse et mort le 15 avril 1880 à Naples, est un philologue et enseignant allemand, helléniste et latiniste, actif en Angleterre et à Hambourg.

## Biographie
Fils d'un médecin de Steinau, Wilhelm Wagner fait ses études secondaires au lycée Lessing à Francfort-sur-le-Main, qui est dirigé par le philologue Johannes Classen ; à partir de 1861 il entame des études de philologie classique à l'Université Humboldt à Berlin puis à l'université de Bonn ; il obtient son doctorat en 1864 avec une thèse sur Plaute sous la direction de Friedrich Wilhelm Ritschl.
Il s'installe en Angleterre jusqu'en 1870, d'abord comme précepteur auprès de familles allemandes à Manchester, puis il ouvre à partir de 1867 un cours privé à Londres. Il adhère en 1866 à la Philological Society. En 1870, il accepte, à la demande de Johannes Classen, un poste de professeur d'anglais au lycée Johanneum à Hambourg, tout en continuant ses recherches et ses publications ; il est en relation avec le philologue Hermann Diels.
En 1879, il obtient un congé de six mois pour des travaux de recherche sur des manuscrits grecs dans les bibliothèques italiennes ; au cours de ce voyage, il est atteint d'une pneumonie, puis du typhus ; il en meurt le 15 avril 1880 à l'âge de 36 ans. Il est enterré à Naples au Cimetière anglais,.

## Travaux et publications
Les recherches de Wilhelm Wagner s'organisent autour de trois axes : 
- l'édition de textes latins et grecs classiques (comédies de Plaute et de Térence ; textes de Platon) ;
- l'édition de textes grecs médiévaux (il correspond avec Émile Legrand à ce sujet[5]) ;
- l'édition des œuvres de William Shakespeare (l'édition complète des œuvres du dramaturge, préparée avec Ludwig Proescholdt, est publiée en 9 volumes après la mort de Wagner) et de Christopher Marlowe.

Il publie une dizaine d'ouvrages de 1861 à 1879, en Angleterre et en Allemagne. Il a également publié plusieurs articles dans la revue de la Philological Society, Transactions of the Philological Society, de 1865 à 1874, ainsi que dans la revue Rheinisches Museum für Philologie.

### Éditions de textes et études
- (la + de) T. Maccius Plautus, Trinummus. Deutsch in den Versmaßen der Urschrift, Frankfort, 1861.
- (la + de) De Plauti Aulularia, Bonn, Adolph Mark, 1864, 34 p. (lire en ligne ) ; réédition à  Cambridge en 1866, en Allemagne en 1876, 1887, 1892 et 1901.
- (la + en) P. Terenti Comoediae. With Notes Critical and Exegetical, an Introduction and Appendix, Cambridge, 1869 ; réédition en 1869.
- (grc + en) Πλάτωνος Ἀπολογία Σωκράτους καὶ Κρίτων. Plato’s Apology of Socrates and Crito. With Notes Critical and Exegetical, Introductory Notices and a Logical Analysis of the Apology, Cambridge, 1869.
- (grc + en) Πλάτωνος Φαίδων. Plato’s Phaedo. With Notes Critical and Exegetical and an Analysis, Cambridge, Deighton, Bell and Co., 1870, 198 p.
- (grc + en) Medieval Greek texts : being a collection of the earliest compositions in vulgar Greek, prior to the year 1500. Edited with prolegomena and critical notes. Part I. containing seven poems, three of which appear here for the first time. With an essay by M. A. Ch. Gidel on the Greek version of Apollonius of Tyre, Londres, Philological Society, 1870, XXIV-191 p.
- (en) Christopher Marlowe's Tragedy of Edward the second. With an introduction and notes, Hambourg, Boyes & Geisler, 1871.
- (la + en) T. Macci Plauti Trinummus. With Notes Critical and Exegetical, Cambridge, 1872.
- (la + de) P. Terentii Hauton timorumenos, Berlin, H. Ebeling und C. Plahn, 1872, 82 p.
- (grc + de) Δίηγησις ωραίοτατη του θαυμαστού ανδρος του λεγόμενου Βελισσαρίου. Nach der Wiener Handschrift, Hamburg, Th. G. Meissner,‎ 1873.
- Histoire de Imbérios & Margarona, imitation grecque du roman français "Pierre de Provence et la belle Maguelonne", Paris, Maisonneuve, coll. « Collection de monuments pour servir à l'étude de la langue néo-hellénique » (no 3), 1874, 63 p. (lire en ligne ).
- (la + de) Petri Pauli Dobree Adversaria : editio in Germania prima, Berlin, S. Calvary, coll. « Calvary's philologische und archaeologische Bibliothek » (no 16-21), 1874, 5 vol. (traduction des 4 volumes d'Adversaria, notes de Peter Paul Dobrée sur les auteurs grecs et latins, en particulier les orateurs attiques, publiés en 1831-1833 après la mort de Dobrée).
- (grc + la) Carmina Graeca medii aevi, Leipzig, Teubner, coll. « Bibliotheca Graeca », 1874, XVI-382 p. (anthologie grecque de vingt et un poètes).
- (grc + en) Dr. Richard Bentley's dissertations upon the epistles of Phalaris, Themistocles, Socrates, Euripides and upon the fables of Aesop, Berlin, S. Calvary and Co., 1874, XVIII-624 p..
- (de) Shakespeare und die neueste Kritik. Zur Orientirung, Hambourg, Gustave Eduard Nolte, 1874, 125 p. (lire en ligne ).
- (grc + de) Ἀλφάβητος τῆς ἀγάπης. Das ABC der Liebe : eine Sammlung rhodischer Liebeslieder, Leipzig, B.G. Teubner, 1879, 87 p.

### Traductions
- (de) Die Griechen des Mittelalters und ihr Einfluss auf die europäische Cultur : ein historischer Versuch von Demetrius Bikelas, Gütersloh, C. Bertelsmann, 1878, 111 p. (lire en ligne ) (traduction de l'ouvrage en grec de Dimítrios Vikélas, Περί Βυζαντινών, 1874).

### Éditions posthumes
- (fr + grc) Trois poèmes grecs du Moyen-âge, inédits, recueillis par feu le professeur W. Wagner, Berlin, 1881, 349 p. (lire en ligne ) (publication posthume de 3 poèmes : Geste d'Achille, Vie d'Alexandre et Lybistros et Rhodamné, par Dimítrios Vikélas et Konstantínos Sathas).
- avec Ludwig Proescholdt :
  - (en) The works of William Shakspere. Vol. I-IX, Hamburg, Karl Grädener, coll. « Asher's Collection of English authors, British and American » (no 149-157), 1880-1889.